# 87e Legerkorps
Het Duitse 87e Legerkorps (Duits: Generalkommando LXXXVII. Armeekorps) was een Duits legerkorps van de Wehrmacht tijdens de Tweede Wereldoorlog. Het korps voerde verdedigingstaken langs de Franse en Italiaanse kusten uit. 

## Krijgsgeschiedenis

### Oprichting
Het 87e Legerkorps werd op 5 november 1942 opgericht in Frankrijk. De staf van het ad-hoc  in de herfst gevormde Korps “G” (ook wel Korps Nord-Bretagne genoemd) werd hiervoor gebruikt.

### Inzet
Het korps was eerst gestationeerd in Noord-Bretagne, met het stafkwartier in Guingamp. Op 16 november 1942 beschikte het korps over de 161e, 343e en 709e Infanteriedivisies. De opdracht was kustverdediging. Het korps werd in augustus 1943 verplaatst naar Noord-Italië, Ligurië, met het stafkwartier in Acqui Terme. Het korps nam de kustverdediging van de Ligurische kust op zich. Op 26 december 1943 had het korps alleen de 356e Infanteriedivisie onder bevel.

Het korps werd op 17 maart 1944 in Noord-Italië omgevormd in Armee-Abteilung von Zangen.

## Bovenliggende bevelslagen
| Leger              | Legergroep     | Plaats/regio       | Begin           | Eind           |
| ------------------ | -------------- | ------------------ | --------------- | -------------- |
| 7. Armee           | Heeresgruppe D | Bretagne, Guingamp | 5 november 1942 | augustus 1943  |
| direct onder bevel | OB Süd         | Ligurië            | augustus 1943   | september 1943 |
| direct onder bevel | Heeresgruppe B | Ligurië            | september 1943  | december 1943  |
| 14. Armee          | Heeresgruppe C | Ligurië            | december 1943   | 17 maart 1944  |

## Commandanten

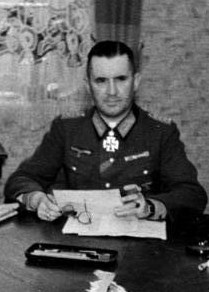
General von Zangen

| Rang                   | Naam                    | Begin           | Eind            |
| ---------------------- | ----------------------- | --------------- | --------------- |
| General der Artillerie | Erich Marcks            | 5 november 1942 | 1 augustus 1943 |
| General der Infanterie | Gustav-Adolf von Zangen | 1 augustus 1943 | 17 maart 1944   |